# Ronde van Italië 2024/Derde etappe
De derde etappe van de Ronde van Italië 2024 vond plaats op 6 mei. Deze etappe werd gewonnen door Tim Merlier die hiermee zijn achtste overwinning van het jaar boekte en zijn tweede etappe won in de Ronde van Italië. Leider in het algemene klassement bleef de Sloveen Tadej Pogačar.

## Uitslagen
| Novara - Fossano (166 km) |                       |                           |          |
| Plaats                    | Naam                  | Ploeg                     | tijd     |
| Winnaar                   | Tim Merlier           | Soudal Quick-Step         | 3u54'35" |
| 2                         | Jonathan Milan        | Lidl-Trek                 | z.t.     |
| 3                         | Biniam Girmay         | Intermarché-Wanty         | z.t.     |
| 4                         | Jenthe Biermans       | Arkéa-B&B Hotels          | z.t.     |
| 5                         | Tobias Lund Andresen  | Team dsm-firmenich PostNL | z.t.     |
| 6                         | Olav Kooij            | Team Visma-Lease a Bike   | z.t.     |
| 7                         | Ethan Vernon          | Israel-Premier Tech       | z.t.     |
| 8                         | Stanisław Aniołkowski | Cofidis                   | z.t.     |
| 9                         | Fernando Gaviria      | Movistar Team             | z.t.     |
| 10                        | Alberto Dainese       | Tudor Pro Cycling Team    | z.t.     |

| Algemeen klassement |                        |                                 |           |
| Plaats              | Naam                   | Ploeg                           | Tijd      |
| Roze trui           | Tadej Pogačar          | UAE Team Emirates               | 11u03'02" |
| 2                   | Geraint Thomas         | INEOS Grenadiers                | + 46"     |
| 3                   | Daniel Felipe Martínez | BORA-Hansgrohe                  | + 47"     |
| 4                   | Einer Rubio            | Movistar Team                   | + 54"     |
| 5                   | Cian Uijtdebroeks      | Team Visma-Lease a Bike         | z.t.      |
| 6                   | Lorenzo Fortunato      | Astana Qazaqstan Team           | + 1'07"   |
| 7                   | Juan Pedro López       | Lidl-Trek                       | + 1'11"   |
| 8                   | Jan Hirt               | Soudal Quick-Step               | + 1'13"   |
| 9                   | Aleksej Loetsenko      | Astana Qazaqstan Team           | + 1'26"   |
| 10                  | Ben O'Connor           | Decathlon AG2R La Mondiale Team | z.t.      |
|                     |                        |                                 |           |
| 32                  | Thymen Arensman        | INEOS Grenadiers                | + 4'09"   |

## Opgaven
Er zijn deze etappe twee opgaven gemeld. Een renner is niet gestart en een renner stapte tijdens de etappe af. Hierdoor zijn er nog 157 renners in koers.
Niet gestart
Eddie Dunbar (Team Jayco AlUla)
Niet gefinisht
Simon Carr (EF Education-EasyPost)
1e etappe ·
2e etappe ·
3e etappe ·
4e etappe ·
5e etappe ·
6e etappe ·
7e etappe ·
8e etappe ·
9e etappe ·
10e etappe ·
11e etappe ·
12e etappe ·
13e etappe ·
14e etappe ·
15e etappe ·
16e etappe ·
17e etappe ·
18e etappe ·
19e etappe ·
20e etappe ·
21e etappe
Startlijst · Eindstanden · Afbeeldingen